# Natação no Campeonato Mundial de Esportes Aquáticos de 2024 - 200 m borboleta masculino

A prova dos 200 metros borboleta masculino da natação no Campeonato Mundial de Esportes Aquáticos de 2024 foi realizada nos dias 13 e 14 de fevereiro de 2024 em Doha, no Catar.

## Formato da competição
A competição consiste em três rodadas: eliminatórias, semifinais e final. Os nadadores com os 16 melhores tempos nas baterias preliminares avançam as semifinais. Já os nadadores com os 8 melhores tempos nas semifinais avançam a final. Desempates (swim-offs) são utilizados conforme necessário para quebrar os empates de avanço a próxima rodada.

## Cronograma
Todos os horários estão na hora local (UTC+3).
| Data            | Hora  | Evento        |
| --------------- | ----- | ------------- |
| 13 de fevereiro | 10:04 | Eliminatórias |
| 13 de fevereiro | 20:33 | Semifinais    |
| 14 de fevereiro | 19:53 | Final         |

## Recordes
Antes desta competição, os recordes mundiais e do campeonato nesta prova eram os seguintes:
| Tipo                  | Atleta        | Tempo     | Local     | Data                |
| --------------------- | ------------- | --------- | --------- | ------------------- |
|                       | Kristóf Milák | 1m 50s 34 | Budapeste | 21 de junho de 2022 |
| Recorde do campeonato | Kristóf Milák | 1m 50s 34 | Budapeste | 21 de junho de 2022 |

## Medalhistas
| Ouro                 | Prata                     | Bronze                        |
| Tomoru Honda · Japão | Alberto Razzetti · Itália | Martin Espernberger · Áustria |

## Resultados

### Eliminatórias
Esses foram os resultados das eliminatórias. A prova foi realizada no dia 13 de fevereiro com início às 10:04.
| Pos. | Bateria | Raia | Nadador               | Nacionalidade          | Tempo   | Notas            |
| ---- | ------- | ---- | --------------------- | ---------------------- | ------- | ---------------- |
| 1    | 5       | 7    | Kregor Zirk           | Estónia                | 1:55.58 | Q,               |
| 2    | 3       | 2    | Lewis Clareburt       | Nova Zelândia          | 1:56.10 | Q                |
| 3    | 3       | 3    | Zach Harting          | Estados Unidos         | 1:56.12 | Q                |
| 4    | 5       | 5    | Martin Espernberger   | Áustria                | 1:56.26 | Q                |
| 5    | 4       | 4    | Krzysztof Chmielewski | Polónia                | 1:56.37 | Q                |
| 6    | 5       | 6    | Matthew Sates         | África do Sul          | 1:56.40 | Q                |
| 7    | 3       | 5    | Alberto Razzetti      | Itália                 | 1:56.53 | Q                |
| 8    | 3       | 4    | Richárd Márton        | Hungria                | 1:56.54 | Q                |
| 9    | 5       | 4    | Tomoru Honda          | Japão                  | 1:56.56 | Q                |
| 10   | 4       | 5    | Michał Chmielewski    | Polónia                | 1:56.83 | Q                |
| 11   | 5       | 3    | Arbidel González      | Espanha                | 1:57.20 | Q                |
| 12   | 4       | 6    | Denys Kesil           | Ucrânia                | 1:57.42 | Q                |
| 13   | 3       | 7    | Ondřej Gemov          | Chéquia                | 1:57.45 | Q                |
| 14   | 2       | 0    | Max Litchfield        | Grã-Bretanha           | 1:57.48 | Q                |
| 14   | 4       | 3    | Federico Burdisso     | Itália                 | 1:57.48 | Q                |
| 16   | 3       | 6    | Nao Horomura          | Japão                  | 1:57.52 | DES              |
| 16   | 4       | 7    | Petar Mitsin          | Bulgária               | 1:57.52 | DES              |
| 18   | 4       | 9    | Abdalla Nasr          | Egito                  | 1:57.85 | Recorde nacional |
| 19   | 5       | 1    | Park Jung-hun         | Coreia do Sul          | 1:58.29 |                  |
| 20   | 3       | 1    | Matheus Gonche        | Brasil                 | 1:58.79 |                  |
| 21   | 3       | 0    | Marius Toscan         | Suíça                  | 1:58.99 |                  |
| 22   | 4       | 1    | Héctor Ruvalcaba      | México                 | 1:59.08 |                  |
| 23   | 4       | 2    | Wang Xizhe            | China                  | 1:59.32 |                  |
| 24   | 4       | 0    | Raben Dommann         | Canadá                 | 1:59.45 |                  |
| 25   | 5       | 9    | Navaphat Wongcharoen  | Tailândia              | 1:59.78 |                  |
| 26   | 4       | 8    | Samuel Kostal         | Eslováquia             | 1:59.90 |                  |
| 27   | 2       | 5    | Apostolos Papastamos  | Grécia                 | 2:00.56 |                  |
| 28   | 5       | 8    | Erick Gordillo        | Guatemala              | 2:01.75 |                  |
| 29   | 2       | 4    | Diego Balbi           | Peru                   | 2:01.91 |                  |
| 30   | 3       | 9    | David Arias           | Colômbia               | 2:02.32 |                  |
| 31   | 2       | 6    | Simon Bachmann        | Seicheles              | 2:03.31 |                  |
| 32   | 2       | 2    | Nika Tchitchiashvili  | Geórgia                | 2:03.41 |                  |
| 33   | 2       | 3    | Xavier Ventura        | El Salvador            | 2:03.87 |                  |
| 34   | 1       | 1    | Maxim Skazobtsov      | Cazaquistão            | 2:05.49 |                  |
| 35   | 5       | 0    | Ramil Valizade        | Azerbaijão             | 2:05.58 |                  |
| 36   | 2       | 7    | Isaiah Aleksenko      | Marianas Setentrionais | 2:10.17 |                  |
| 37   | 2       | 8    | Clinton Opute         | Nigéria                | 2:13.83 |                  |
| 38   | 1       | 3    | Ahmed Theibich        | Bahrein                | 2:18.46 |                  |
| 39   | 1       | 2    | Siraj Ai Sharif       | Líbia                  | 2:21.88 |                  |
| –    | 2       | 1    | Gerald Hernández      | Nicarágua              | DNS     | DNS              |
| –    | 3       | 8    | Yeziel Morales        | Porto Rico             | DNS     | DNS              |
| –    | 5       | 2    | Chad le Clos          | África do Sul          | DNS     | DNS              |

Desempate
Uma prova extra foi realizada no dia 13 de fevereiro com início às 11:11.
| Pos. | Raia | Nadador      | Nacionalidade | Tempo   | Notas |
| ---- | ---- | ------------ | ------------- | ------- | ----- |
| 1    | 5    | Petar Mitsin | Bulgária      | 1:56.91 | Q     |
| 2    | 4    | Nao Horomura | Japão         | 1:57.46 |       |

### Semifinais
Esses foram os resultados das semifinais. A prova foi realizada no dia 13 de fevereiro com início às 20:33.
| Pos. | Bateria | Raia | Nadador               | Nacionalidade  | Tempo   | Notas |
| ---- | ------- | ---- | --------------------- | -------------- | ------- | ----- |
| 1    | 2       | 6    | Alberto Razzetti      | Itália         | 1:55.09 | Q     |
| 2    | 2       | 2    | Tomoru Honda          | Japão          | 1:55.20 | Q     |
| 3    | 1       | 2    | Michał Chmielewski    | Polónia        | 1:55.38 | Q     |
| 4    | 1       | 5    | Martin Espernberger   | Áustria        | 1:55.40 | Q     |
| 5    | 2       | 4    | Kregor Zirk           | Estónia        | 1:55.64 | Q     |
| 6    | 1       | 4    | Lewis Clareburt       | Nova Zelândia  | 1:55.82 | Q     |
| 7    | 1       | 3    | Matthew Sates         | África do Sul  | 1:55.88 | Q     |
| 8    | 1       | 6    | Richárd Márton        | Hungria        | 1:56.04 | Q     |
| 9    | 2       | 8    | Federico Burdisso     | Itália         | 1:56.68 |       |
| 10   | 2       | 7    | Arbidel González      | Espanha        | 1:56.77 |       |
| 11   | 2       | 5    | Zach Harting          | Estados Unidos | 1:56.81 |       |
| 12   | 1       | 1    | Max Litchfield        | Grã-Bretanha   | 1:56.93 |       |
| 13   | 1       | 7    | Denys Kesil           | Ucrânia        | 1:57.67 |       |
| 14   | 1       | 8    | Petar Mitsin          | Bulgária       | 1:57.77 |       |
| 15   | 2       | 1    | Ondřej Gemov          | Chéquia        | 1:58.34 |       |
| –    | 2       | 3    | Krzysztof Chmielewski | Polónia        | DSQ     | DSQ   |

### Final
A final foi realizada em 14 de fevereiro às 19:53.
| Pos.              | Raia | Nadador             | Nacionalidade | Tempo   | Notas            |
| ----------------- | ---- | ------------------- | ------------- | ------- | ---------------- |
| Medalha de ouro   | 5    | Tomoru Honda        | Japão         | 1:53.88 |                  |
| Medalha de prata  | 4    | Alberto Razzetti    | Itália        | 1:54.65 |                  |
| Medalha de bronze | 6    | Martin Espernberger | Áustria       | 1:55.16 |                  |
| 4                 | 3    | Michał Chmielewski  | Polónia       | 1:55.36 |                  |
| 5                 | 2    | Kregor Zirk         | Estónia       | 1:55.48 | Recorde nacional |
| 6                 | 8    | Richárd Márton      | Hungria       | 1:55.76 |                  |
| 7                 | 7    | Lewis Clareburt     | Nova Zelândia | 1:55.86 |                  |
| 8                 | 1    | Matthew Sates       | África do Sul | 1:57.23 |                  |

Legenda
| Recorde mundial       | Recorde mundial (World record)               |                       | Recorde africano                      | Recorde africano (African) |                                           | Q | Classificado por posição (Qualified) |
| Recorde do campeonato | Recorde do campeonato (Championship record)  | Recorde da América    | Recorde da América (Americas)         | q                          | Classificado por melhor tempo (Qualified) |   |                                      |
| Melhor marca do ano   | Melhor marca do ano (World leading)          | Recorde asiático      | Recorde asiático (Asian)              | DNS                        | Não largou (Did not start)                |   |                                      |
| Recorde nacional      | Recorde nacional (National record)           | Recorde europeu       | Recorde europeu (European)            | DNF                        | Não terminou (Did not finish)             |   |                                      |
| Recorde pessoal       | Recorde pessoal do atleta (Personal best)    | Recorde da Oceania    | Recorde da Oceania (Oceania)          | DSQ / DQ                   | Desclassificado (Disqualified)            |   |                                      |
| Recorde da temporada  | Recorde da temporada do atleta (Season best) | Recorde sul-americano | Recorde sul-americano (South America) | NM                         | Sem marca (No mark)                       |   |                                      |